# Pierre Mondy

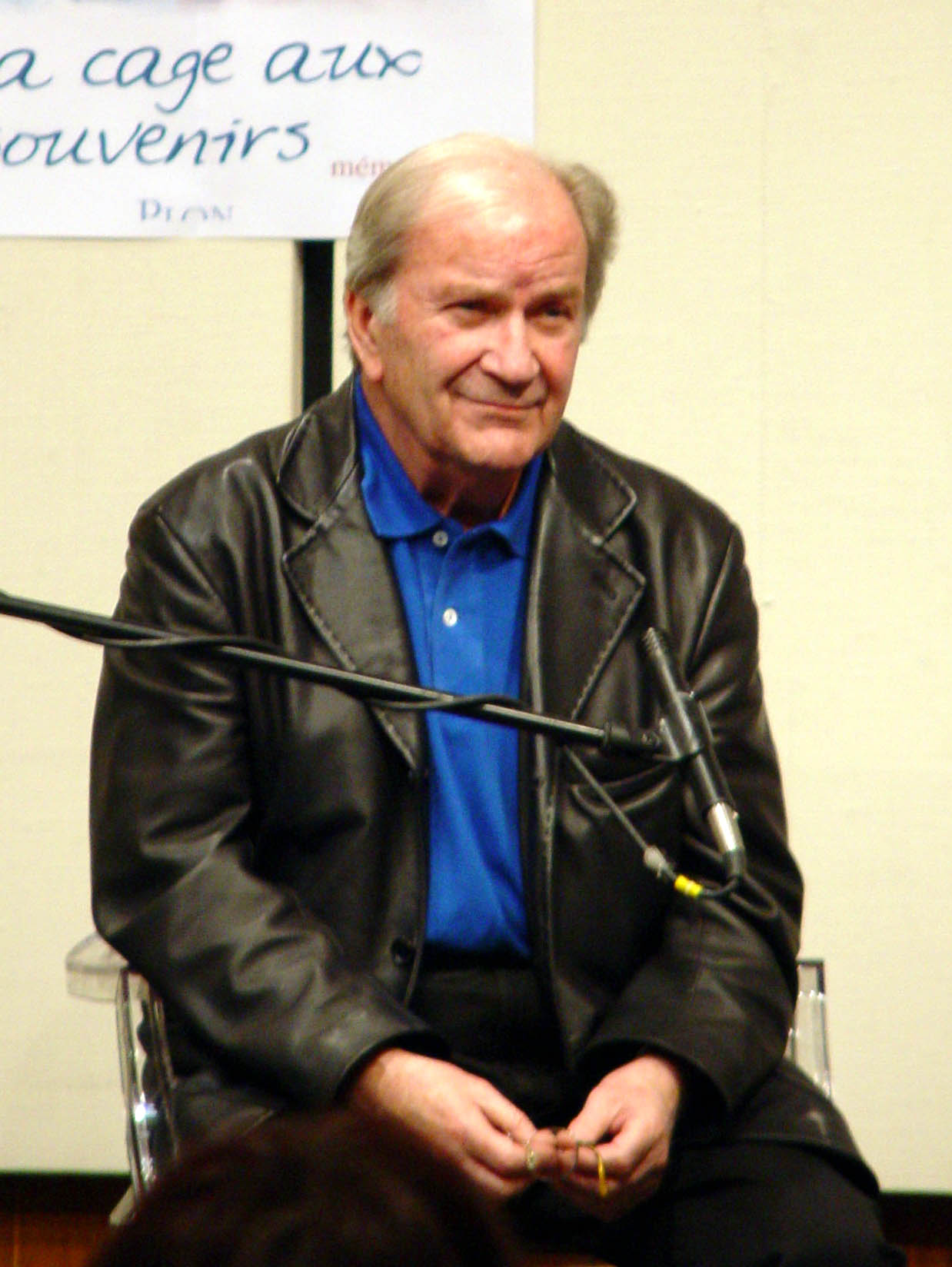
Pierre Mondy (2007)

Pierre Mondy (* 10. Februar 1925 in Neuilly-sur-Seine als Pierre Cuq; † 15. September 2012 in Paris) war ein französischer Schauspieler und Regisseur.

## Leben
Mondy erhielt Unterricht an der privaten Schauspielschule Cours Simon in Paris und spielte danach erfolgreich Theater. In den 1950er Jahren hatte er beim Film kleine Rollen.
International bekannt wurde er 1960 durch die Verkörperung von Napoleon Bonaparte in dem Film Austerlitz – Glanz einer Kaiserkrone von Abel Gance. Nachdem er in den 1970er Jahren in Frankreich bereits durch zahlreiche Komödienrollen in Erscheinung getreten war, erlangte er 1981 vor allem in Deutschland große Popularität durch die Komödie Ein pikantes Geschenk. Der kleinbürgerliche Bankier Dufourn erhält darin zur Pensionierung von seinen Kollegen eine Venedig-Reise geschenkt – Dienste eines Callgirls (Clio Goldsmith) inklusive. Später will Dufourn die Reise mit seiner Ehefrau Antonella (Claudia Cardinale) auf ähnliche Weise wiederholen.
Von 1952 bis 1954 war er mit der Schauspielerin Claude Gensac (1927–2016) verheiratet.

## Filmografie (Auswahl)
- 1955:  Sie zerbrachen nicht (Les Chiffonniers d’Emmaüs)
- 1956: Der Weg ins Verderben (Des gens sans importance)
- 1957: Anton, der Querschläger (Le Triporteur)
- 1957: Der sechste Mann (Tous peuvent me tuer)
- 1958: Fisch oder Fleisch (Ni vu, ni connu)
- 1960: Affäre einer Nacht (L’Affaire d’une nuit)
- 1960: Austerlitz – Glanz einer Kaiserkrone (Austerlitz)
- 1961: Der Graf von Monte Christo (Le Comte de Monte Cristo)
- 1962: Wir bitten zu Bett (Les petits matins)
- 1962: Der Graf mit der eisernen Faust (Les Mystères de Paris)
- 1963: Fünf Glückspilze (Les Veinards)
- 1964: Mord am Canale Grande (Voir Vénise … et crever)
- 1964: Dünkirchen, 2. Juni 1940 (Week-end à Zuydcoote)
- 1965: Mord im Fahrpreis inbegriffen (Compartiment tueurs)
- 1966: Die verbotene Tür (L’âge heureux)
- 1967: Die Nacht der Generale (The Night of the Generals)
- 1972: Alfred, die Knallerbse (Les malheurs d’Alfred)
- 1973: Der Abbé und die Liebe (Prêtres interdits)
- 1973: Wo bitte ist die 7. Kompanie geblieben? (Mais où est donc passée la septième compagnie?)
- 1975: Das Kätzchen (Le Téléphone rose)
- 1975: Hurra, die 7. Kompanie ist wieder da! (On a retrouvé la septième compagnie)
- 1982: Ein pikantes Geschenk (Le cadeau)
- 1983: Der Kämpfer (Le Battant)
- 1984: Teure Liebesgrüße (Billet doux) – Miniserie
- 1992: Allein gegen die Mafia (La piovra)
- 2008: Ein Mann und sein Hund (Un homme et son chien)